# 蒙托 (上加龙省)
蒙托（法語：Montaut，法語發音：[mɔ̃to]）是法国上加龙省的一个市镇，属于米雷区。

## 地理
蒙托（43°21'21"N, 1°17'28"E）面积17.88 平方千米，位于法国奧克西塔尼大區上加龙省，该省份为法国西南部内陆省份，西南端与西班牙接壤，自此顺时针与上比利牛斯省、热尔省、塔恩-加龙省、塔恩省、奥德省和阿列日省接壤。
与蒙托接壤的市镇（或旧市镇、城区）包括：莫扎克、欧里巴伊、莱兹河畔博蒙、卡庞斯、马尔克法沃、蒙加赞、诺埃、莱兹河畔圣叙尔皮斯。

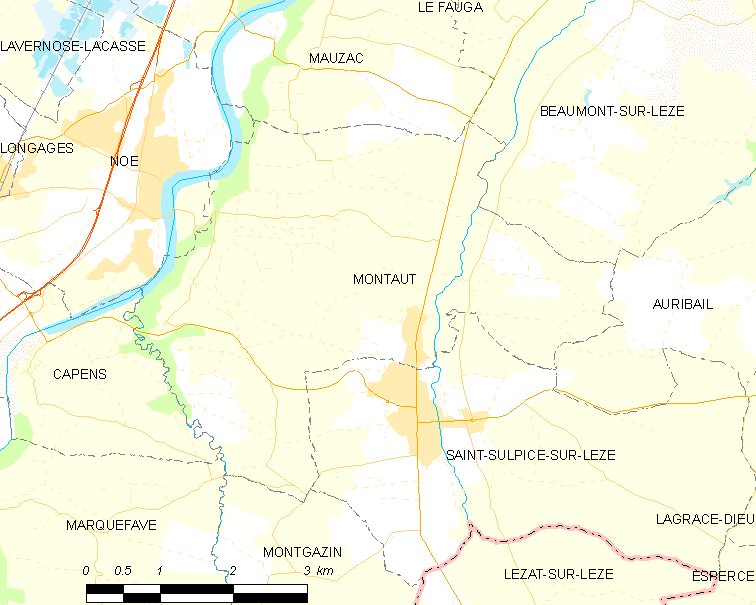
的OSM定位图

蒙托的时区为UTC+01:00、UTC+02:00（夏令时）。

## 行政
蒙托的邮政编码为31410，INSEE市镇编码为31361。

## 政治
蒙托所属的省级选区为欧特里沃县。

## 人口

1962-2008年间人口变化图示

蒙托于2022年1月1日时的人口数量为557人。